# Austrolimnophila acanthophallus
Austrolimnophila acanthophallus är en tvåvingeart som beskrevs av Alexander 1955. Austrolimnophila acanthophallus ingår i släktet Austrolimnophila och familjen småharkrankar. Inga underarter finns listade i Catalogue of Life.